# أميرة الغوابي
أميرة الغوابي صحفية كندية ومتخصصة في الاتصال وناشطة في مجال حقوق الإنسان. عُينت كأول ممثلة خاصة لكندا لمكافحة الإسلاموفوبيا في يناير 2023.

## الصغر والتعليم
ولدت الغوابي لأبوين مصريين. كان والدها مهندسًا.
هاجرت مع والدتها إلى كندا وعمرها شهرين، وأمضت أيضًا أربعة أعوام من سنواتها الأولى في باندونغ بإندونيسيا.
حصلت على شهادة في الصحافة والقانون من جامعة كارلتون.

## المسيرة المهنية
الغوابي هي ناشطة في مجال حقوق الإنسان وصحفية. تعمل مسؤولةً للاتصالات في مؤسسة العلاقات العرقية الكندية [الإنجليزية]، وهي صحفية مستقلة تُساهم بأعمدة في تورونتو ستار، عملت سابقًا في سي بي إس نيوز، الحركة العمالية الكندية، ومنسقة حقوق الإنسان، في المجلس الوطني لمسلمي كندا. كانت أحد أعضاء مجلس الإدارة المؤسسين للشبكة الكندية لمكافحة الكراهية [الإنجليزية]، وعضو في المجموعة الاستشارية لشفافية الأمن القومي الكندية.
في 26 يناير 2023، عين رئيس الوزراء جاستن ترودو الغوابي كأول ممثل خاص لكندا لمكافحة الإسلاموفوبيا، لمدة أربع سنوات. تبلغ ميزانية مكتبها 5.6 مليون دولار أمريكي لتغطية السنوات الخمس الأولى من النشاط. وصف المجلس الوطني لمسلمي كندا تعيينها بأنه «لحظة تاريخية لمسلمي كندا». في اليوم التالي للتعيين، ذكرت صحيفة لابريس أن السيدة الغوابي كتبت بشكل مناسب أن الكيبيكيون [الإنجليزية] يبدو أنهم «متأثرون بمشاعر معادية للمسلمين»، في عمود عام 2019 في أوتاوا سيتيزن [الإنجليزية]. قال ترودو إنه يتوقع أن تُوضح تعليقاتها.

## الحياة الشخصية
تعيش الغوابي في أوتاوا. هي متزوجة ولديها ثلاثة أطفال.  وهي مسلمة. 

## روابط خارجية
- أميرة الغوابي - تويتر
- أميرة الغوابي - الموقع الرسمي